# Bylinný likér

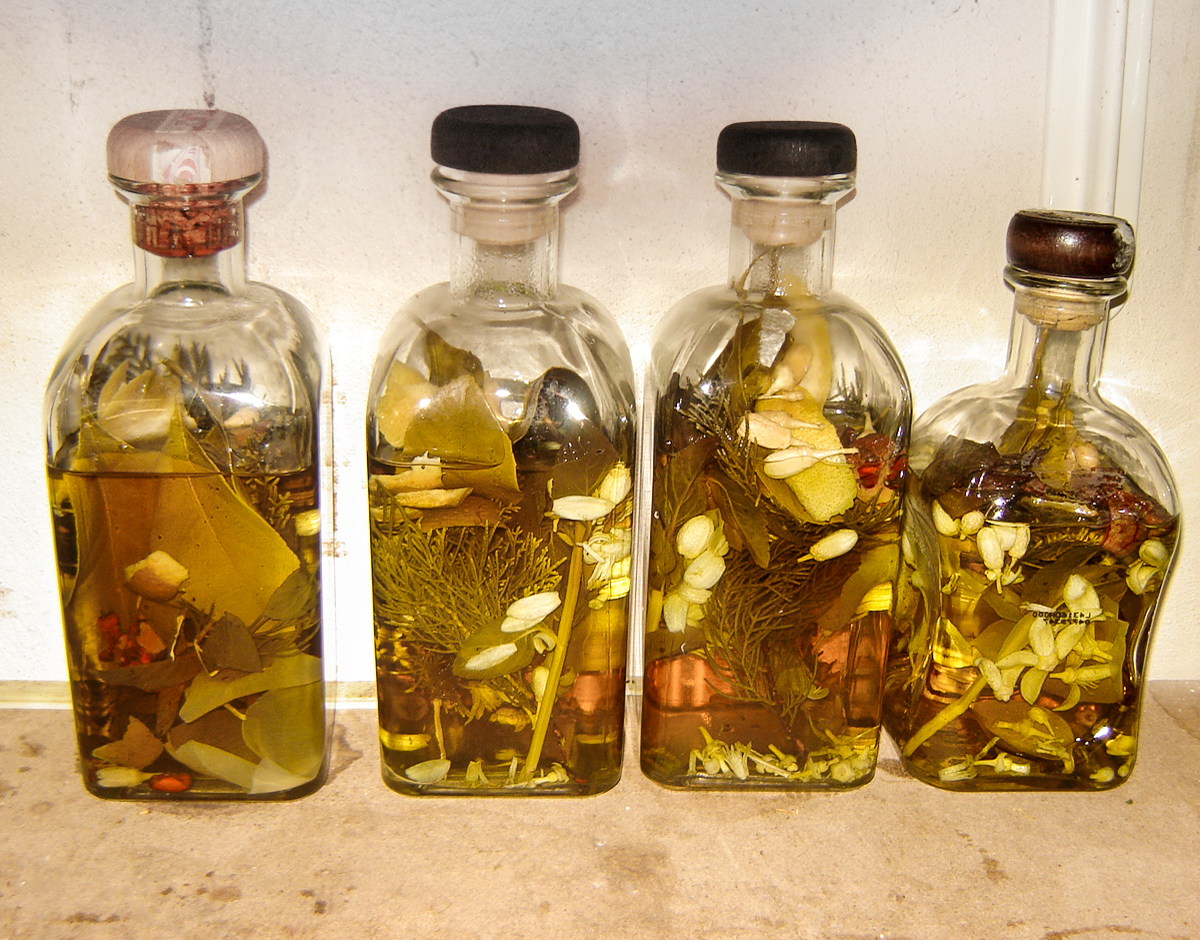
Skleněné lahve s bylinným likérem

Bylinný likér je druh likéru, který se obvykle vyrábí macerováním bylin, kořenů, květů, kůry, citrusových slupek a podobných přírodních surovin v alkoholu, buď lihu nebo víně. Filtrát se pak sladí cukrovým sirupem a likér zraje v sudech nebo lahvích. Bylinné likéry se často konzumují jako digestiv po jídle. Obvykle mají hořkosladkou chuť a obsah alkoholu mezi 16 a 40 %. V Česku jsou běžně používány bylinné likéry jako Becherovka nebo Fernet.  
Podobné likéry se tradičně vyráběly po celé Evropě. Existují místní odrůdy v Německu (kde se jim říká Kräuterlikör), Itálii (amaro), v Maďarsku, Nizozemsku, Francii a dalších zemích.    
Mnoho současných receptur pochází z 19. století. Recepty často pocházejí z klášterů nebo lékáren. 
Bylinný likér obvykle obsahuje několik (někdy i několik desítek) bylin a jiných surovin. Někteří výrobci uvádějí své ingredience podrobně na etiketě láhve, jindy je recept tajný. Často používané přísady jsou hořec, andělika, artyčok kardový, chinovník, meduňka, aloisie citronová, jalovec, anýz, fenykl, kurkuma zedoaria, zázvor, máta, tymián, šalvěj, vavřín, citrusové slupky, lékořice, skořice, máta, kardamom, šafrán, routa, pelyněk a bez.